# キノシタケイタ
キノシタ ケイタ（きのした けいた、木下慶太、1978年5月15日 - ）は、日本の俳優、スタントマン、アクションコーディネーター、映像監督。

## 人物・来歴
広島県福山市出身。第一経済大学（現：日本経済大学福岡キャンパス）卒業。在学中より自主映画を制作し、映像制作に携わる。
卒業後は上京し、劇団で脚本・演出・殺陣指導を担当。スタントチームの現場で経験を積み、2011年にアクションチーム「Alternaction-オルタナクション-」を設立。独自のアクションスタイルを確立する。
映画やドラマのスタントシーンを中心に活動するほか、自主映画や舞台作品のアクションコーディネート、脚本・演出も手がける。2014年には短編映画『阿鵝羅～AGARA～』が伊賀忍者映画祭グランプリを受賞。『ガスマスクの伊藤さん。』は舞台・映画化されシリーズ展開されている。
「忍衆羅刹」シリーズを主宰し、全作品の脚本・演出を担当。2023年にはドイツ「connichi」で忍者ショーを披露するなど、国内外で精力的に活動している。

## 出演

### 映画
- カムイ外伝（2009年）追忍役
- びったれ！！！（2015年）金融ヤクザ役
- ディストラクション・ベイビーズ（2016年）正義漢役
- RE:BORN（2017年）兵隊役
- 孤狼の血（2018年）
- HiGH&LOW THE WORST（2019年） 鳳仙生徒役
- るろうに剣心 最終章（2021年 ）
- G.I.ジョー:漆黒のスネークアイズ（2021年）
- バイオレンスアクション（2022年）
- HiGH＆LOW THE WORST X（2022年） 鳳仙生徒役
- グッドモーニング、眠れる獅子（2022年）
- 妖獣奇譚 ニンジャVSシャーク（2023年）
- ゾン100〜ゾンビになるまでにしたい100のこと〜（2023年）
- グッドモーニング、眠れる獅子2（2023年）
- ゴールデンカムイ（2024年）
- はたらく細胞（2024年）
- 誤判 The Prosecutor（2024年 香港公開）
- 外道の歌（2025年）
- 室町無頼（2025年）
- 幸せカナコの殺し屋生活（2025年）
- イクサガミ（2025年11月公開）

### テレビドラマ
- 特捜９スペシャル（2019年）竜丸会組員役
- アバランチ（2021年）
- 警視庁アウトサイダー（2023年）
- 大河ドラマ 光る君へ（2024年）
- ビリオン×スクール（2024年）

### 配信ドラマ
- 幽☆遊☆白書（2023年、Netflix）
- トークサバイバー！ シーズン3（2024年、Netflix）
- No Activity ノーアクティビティ シーズン2 （2024年、PrimeVideo）

## アクション監督・コーディネート

### 映画
アクション監督
- 放課後戦記（2018年）

### 舞台
アクションコーディネート・殺陣指導
- RAMPO chronicle 特別公演「怪人二十面相」（2018年 六行会ホール）
- ガスマスクの伊藤さん。（2018年 六行会ホール）
- HYBRID PROJECT Vol.17【Re-】（2018年 シアターサンモール）
- BASARA外伝～KATANA 虹の話ー銀杏ー（2019年 紀伊國屋ホール）
- ガスマスクの伊藤さん。2（2021年 六行会ホール）
- 放課後戦記2021（2021年 六行会ホール）
- 乙女ゲームの破滅フラグしかない悪役令嬢に転生してしまった… THE STAGE（2022年 池袋サンシャイン劇場）
- 放課後戦記2022（2022年 シアターミクサ）

### CM
殺陣・ポージング指導
- 新日本プロレスリング×ソウルキャリバーコラボ「アソビストア」

## 作品

### 舞台
- 忍衆羅刹シリーズ
  - 禁忌巻物争奪戦（2019年 第8回殺陣祭）
  - 竜宮島に眠る秘宝（2020年 第9回殺陣祭）
  - 天岩戸の花嫁御寮（2021年 第10回殺陣祭）

### 映画
- 阿鵝羅～AGARA～（2014年）
- LiLy（2015年）
- Urge to Kill（2015年）
- デス・パンツ(2016年）
- 真偽探偵(2017年）
- 真偽探偵〜アドベンチャークエストをクリアせよ！〜(2017年）
- ガスマスクの伊藤さん。(2017年）
- 聖天町仇斬堂(2022年）
- 忍衆羅刹シリーズ
  - 禁忌巻物争奪戦の段（2021年 広島殺陣フェス2021）
  - 地獄峠の古髏隊の段（2023年）

### イベント
ショープロデュース／脚本・演出
- 忍者ショー「夢が原絵巻」シリーズ（2014〜2018年　中世夢が原）
- 体感型室内ショー「ゾンゾンハウス」（2016年 横川ゾンビナイト）
- 忍者ショー（2017年 岩国米軍基地 JAS Christmas Party）
- ステージショー「東京月光」（2022年 神田カレーグランプリ）
- 忍者ショー/忍術教室（2023年　ドイツ(Wisbaden) Connichi）

アクションパート／脚本・演出
- いま、シャレオは西国街道でござる！（2018年 広島シャレオ）
- 宮島ゾンビパンデミック（2018年）